# Hearne
Hearne é uma cidade localizada no estado norte-americano de Texas, no Condado de Robertson.

## Demografia
Segundo o censo norte-americano de 2000, a sua população era de 4690 habitantes.
Em 2006, foi estimada uma população de 4743, um aumento de 53 (1.1%).

## Geografia
De acordo com o United States Census Bureau tem uma área de
10,6 km², dos quais 10,6 km² cobertos por terra e 0,0 km² cobertos por água.

## Localidades na vizinhança
O diagrama seguinte representa as localidades num raio de 32 km ao redor de Hearne.